# John Chapman
Johnny Appleseed, de naixement John Chapman (26 de setembre de 1774, Leominster, Massachusetts - 18 de març de 1845, Fort Wayne, Indiana) va ser un heroi folklòric i pioner nord-americà.

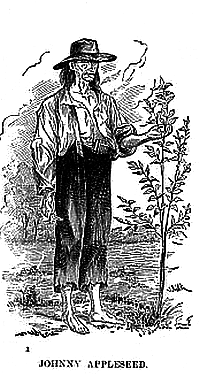
Johnny Appleseed.

Va ser educat per ser arboricultor, començant el 1800 a recol·lectar llavors de poma dels extractors de suc a Pennsilvània. Després va viatjar cap a l'occident pel vall del riu Ohio, sembrant llavors de poma al llarg de la seva travessia, d'aquí el seu sobrenom "Appleseed" que significa llavor de poma.
Es va fer càrrec de 485.625 hectàreess d'horts propis i va ser responsable de centenars de milles quadrades més, de terrenys que no eren seus, havent venut o regalat milers de planters de poma als colons. El seu afectuós i generós caràcter, la seva devota espiritualitat, el seu interès vers l'indígena i l'ecosistema, a part de la seva excèntrica aparença, el van convertir en una llegenda, i va aconseguir conèixer Abraham Lincoln.
Va morir de pneumònia el 1845.